# Meikyū Jiin Dababa
Meikyū Jiin Dababa (迷宮寺院ダババ en japonais) est un jeu vidéo d'action sorti en 1987 sur Famicom Disk System. Le jeu a été développé puis édité par Konami. Il est seulement sorti au Japon.